# Hunter (zespół muzyczny)
Hunter – polski zespół wykonujący muzykę z pogranicza thrash i heavy metalu. Powstał w 1985 roku w Szczytnie z inicjatywy wokalisty i gitarzysty Pawła „Draka” Grzegorczyka oraz perkusisty Grzegorza „Brooza” Sławińskiego. Formacji przewodzi Grzegorczyk, który pozostaje jedynym członkiem oryginalnego składu. Muzyk pełni także funkcję autora tekstów i głównego kompozytora. Skład Huntera tworzą ponadto: gitarzysta Piotr „Pit” Kędzierzawski, skrzypek Michał „Jelonek” Jelonek, basista Konrad „Saimon” Karchut oraz perkusiści Dariusz „Daray” Brzozowski i Arkadiusz „Letki” Letkiewicz.
Przez znaczny okres działalność zespołu była skupiona w artystycznym podziemiu. Szerszy rozgłos grupa zyskała już za sprawą wydanego w 1995 roku debiutanckiego albumu Requiem, który był promowany m.in. w programach Telewizji Polskiej „Luz” i „Clipol”. Długi okres poprzedzający wydanie drugiej płyty przyczynił się do nieznacznego załamania popularności zespołu. Jednakże wydana w 2003 roku płyta pt. Medeis przysporzyła Hunterowi nowych fanów. Natomiast pochodzące z albumu piosenki, „Kiedy umieram” i „Fallen” były emitowane okazjonalnie m.in. przez stację telewizyjną VIVA Polska. W latach późniejszych pewną, aczkolwiek ogólnopolską popularność Hunter zyskał za sprawą utworu „Pomiędzy niebem a piekłem”, pochodzącego z wydanego w 2005 roku albumu T.E.L.I.... Był, to także pierwszy przebój radiowy zespołu, notowany m.in. na Liście przebojów Programu Trzeciego Polskiego Radia.
Do 2011 roku grupa wydała cztery odmienne stylistycznie albumy studyjne oraz szereg pomniejszych wydawnictw pozytywnie ocenianych zarówno przez krytyków muzycznych, jak i publiczność. Formacja dwukrotnie otrzymała nominację do nagrody polskiego przemysłu fonograficznego Fryderyka. Była także wielokrotnie wyróżniona w plebiscytach branżowych czasopism Gitara i Bas, Teraz Rock i Magazyn Gitarzysta. W latach 2004–2009 zespół był gospodarzem festiwalu muzyki heavymetalowej Hunter Fest.

## Historia

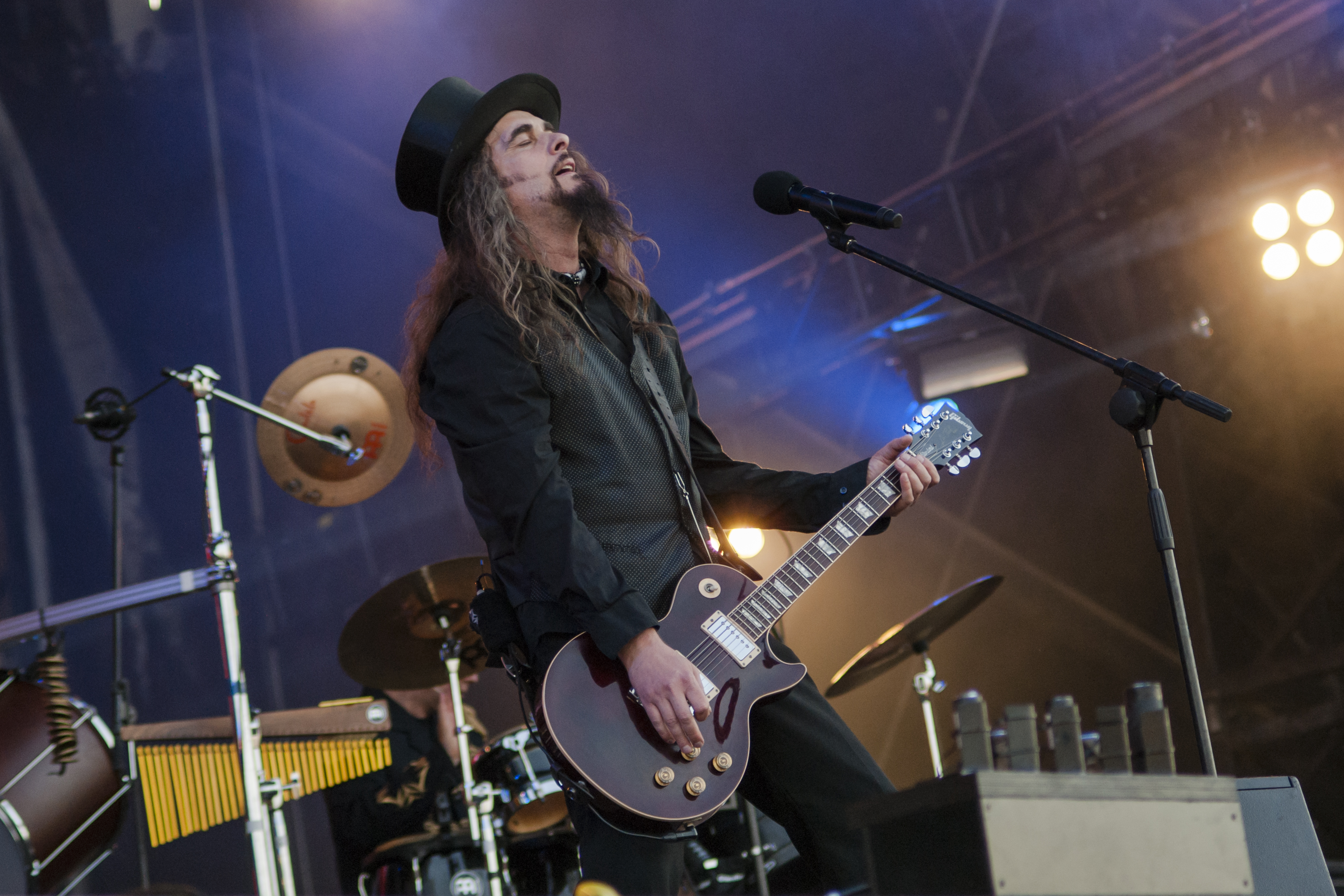
Paweł „Drak” Grzegorczyk podczas koncertu na festiwalu Ursynalia 2013

Zespół założony został w Szczytnie przez wokalistę i gitarzystę Pawła „Draka” Grzegorczyka i perkusistę Grzegorza „Brooza” Sławińskiego w 1985 roku. Nazwa zespołu została zaczerpnięta z tytułu utworu formacji Def Leppard, „Die Hard the Hunter”. W 1985 roku w Miejskim Domu Kultury odbył się pierwszy koncert zespołu. W 1988 roku funkcję basisty objął Marek „Kosa/Carlos” Kosakowski. Rok później skład został rozszerzony o wokalistę Michała Grzymysławskiego, którego szybko zastąpił Cezary Studniak.
W 1990 roku Hunter jako kwintet zarejestrował pierwsze demo pt. Requiem. W międzyczasie funkcję gitarzysty pełnił Mirosław „Walker” Szymańczak, który zastępował Ropiaka. Z kolei jako perkusista z zespołem na krótko związał się Marek „Mariasz” Dyba zastępując Sławińskiego. Po licznych lokalnych koncertach w 1991 roku, zespół po raz pierwszy wystąpił w Niemczech. Roku później grupa zarejestrowała kolejną kasetę, której materiałem był koncert Huntera w Węgorzewie z udziałem nowego basisty Tomasza „Goliasha” Goljaszewskiego. Kolejne demo Huntera pt. Requiem II zostało nagrane w studiu należącym do Wojciecha Pilichowskiego, jednakże te nagrania zaginęły.
W latach 1993–1994 zespół koncertował w Polsce i za granicą. Odbyła się trasa koncertowa w Niemczech wraz z zespołem Kat. Muzycy wystąpili również m.in. na sopockim molo oraz podczas Mannheim Rock i Mettmann Rock Me. Występy zespołu poprzedzały także koncerty Acid Drinkers w Polsce. W trakcie koncertów w Niemczech zespół otrzymał propozycję nagrania debiutanckiego albumu ze strony APN Studio Neustadt GmbH. Na początku 1994 roku debiut Huntera był na ukończeniu, jednakże muzycy zdecydowali się na ponownie miksowanie w warszawskim studiu S4. Płyta zatytułowana Requiem ukazała się w grudniu 1995 roku nakładem wytwórni muzycznej Meridian Publishing. Na płycie znalazło się piętnaście utworów zaśpiewanych głównie w języku angielskim. Warstwę muzyczną stanowił thrash metal z rozbudowanymi partiami gitary prowadzącej. Z kolei w tekstach Grzegorczyk odniósł się do zagadnienia wojny.
Wydaniu debiutu towarzyszyła promocja w radiu i lokalnych rozgłośniach radiowych. Do utworów „Freedom” i „Screamin' Whispers” zostały zrealizowane teledyski okazjonalnie emitowane przez stacje telewizyjne Polsat, TVP Polonia, a także w programach Telewizji Polskiej „Luz” i „Clipol”. Materiał spotkał się także z pozytywnym odbiorem prasy, w tym magazynów Gitara i Bas, Brum oraz Sztandar Młodych. W efekcie grupa wystąpiła w ramach koncertu Gitarowy Top'95 w warszawskiej Sali Kongresowej. W 1996 roku zespół zagrał na Przystanku Woodstock, razem z Robertem „Moohą” Ropiakiem, który powrócił do grupy na trzy lata. W międzyczasie Grzegorczyk został zaproszony przez zespół T-raperzy znad Wisły do zarejestrowania partii gitar w utworze „Prąd stały\prąd zmienny”. W latach późniejszych grupa nadal koncertowała, jednakże realizacja drugiej płyty pozostawała jedynie w sferze planów. W 1999 roku formacja ponownie wystąpiła w ramach koncertu Gitarowy Top'98. Zmianie uległ także skład Huntera. Ropiak został zastąpiony przez Piotra „Pita” Kędzierzawskiego. Natomiast funkcję basisty objął dotychczasowy pracownik techniczny Konrad „Saimon” Karchut.

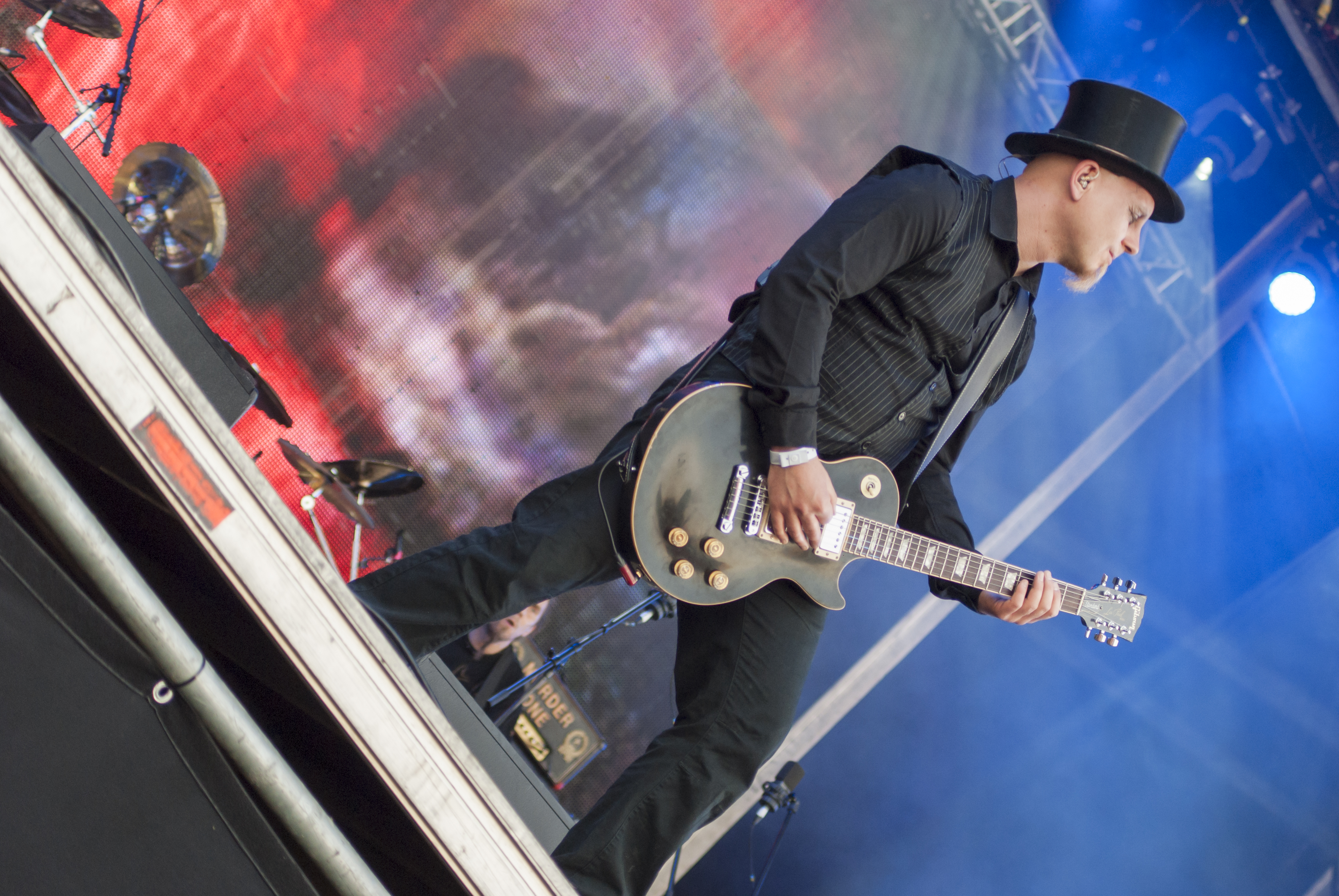
Piotr „Pit” Kędzierzawski podczas koncertu na festiwalu Ursynalia 2013

Pod koniec 1999 roku grupa zrealizowała pierwszy utwór zapowiadający nową płytę pt. „Kiedy umieram...”. Kompozycja ukazała się po raz pierwszy w 2001 roku dołączona do albumy koncertowego Live. Na płycie znalazł się zapis koncertu z festiwalu Przystanek Woodstock w 1996 roku oraz dwa teledyski. Nowa piosenka wpisująca się w ideę protest songu cieszyła się zainteresowaniem publiczności. Była emitowana przez stacje telewizyjne VIVA Polska i MTV Polska. W 2002 roku Karchut związał się z zespołem Vader wraz, z którym koncertował niespełna rok. W sierpniu, także 2002 roku Hunter rozpoczął nagrania drugiego albumu studyjnego, we współpracy z producentem muzycznym Andrzejem Karpiem. W sesji nagraniowej poza członkami zespołu uczestniczyli Marek „Musik” Musik i Paweł „Żaba” Żełobowski grający na kongach, były basista Tomasz „Goliash” Goljaszewski oraz skrzypek Michał Jelonek, muzyk znany z występów w zespole Ankh. Po ukończeniu nagrań Jelonek został przyjęty do zespołu. Premiera pierwszego utworu promującego płytę odbyła się pod koniec roku. Wydawnictwo zatytułowane Medeis ukazało się 7 marca 2003 roku nakładem wytwórni Rubicon w dystrybucji Pomaton EMI.
Materiał był promowany w stacjach radiowych oraz telewizji, z kompozycją „Fallen” grupa wystąpiła w talk-show Kuba Wojewódzki, emitowanym przez Polsat oraz w programie Zbigniewa Hołdysa – Hołdys Guru w TVP2. Pozytywne recenzje Medeis zyskał także w prasie, w tym branżowym magazynie Metal Hammer. Formacja dała także szereg koncertów w ramach Medeis Tour. Także w 2003 roku muzycy wystąpili na Przystanku Woodstock wspierani przez aktorów z olsztyńskiego Teatru im. Stefana Jaracza. Rok później zespół otrzymał nagrodę Złotego Bączka, nagrodę publiczności Przystanku Woodstock. Grupa wystąpiła także na wspomnianym festiwalu po raz trzeci z rzędu. Tego samego roku nakładem Mystic Production ukazały się wznowienia debiutu Requiem oraz Medeis. Natomiast w efekcie współpracy z firmą Złoty Melon ukazała się pierwsza płyta DVD Huntera pt. Przystanek Woodstock. Na przełomie marca i kwietnia 2005 roku grupa zarejestrowała trzeci album studyjny. Wydawnictwo zatytułowane T.E.L.I... ukazało się 30 maja 2005 roku nakładem Metal Mind Productions. Płyta ukazała się również w wersji anglojęzycznej. Pochodzący z płyty utwór „Pomiędzy niebem a piekłem” dotarł do 1. i 8. miejsca, odpowiednio Szczecińskiej Listy Przebojów oraz Listy przebojów Programu Trzeciego Polskiego Radia.
Latem tego samego roku do zespołu dołączył na krótko Krzysztof „Docent” Raczkowski, który zastąpił niedysponowanego Sławińskiego. Jednakże muzyk zmarł 18 sierpnia, w cztery dni po ostatnim wspólnym koncercie. Jeszcze w sierpniu Hunter wystąpił w ramach Metal Hammer Festival, podczas którego muzycy wykonali m.in. utwór „Pomiędzy niebem a piekłem”, zadedykowany pamięci Raczkowskiego. 30 listopada 2006 roku firma Metal Mind Productions wydała pierwszą kompilację nagrań zespołu, pt. HolyWood. Na dwupłytowe wydawnictwo złożyły się płyta DVD, na której znalazł się zapis dwóch występów na festiwalu Przystanek Woodstock z 2003 i 2004 roku. Z kolei na płycie CD znalazł się m.in. utwór „Easy Rider”, zarejestrowany z gościnnym udziałem satyryka Krzysztofa Daukszewicza, a także interpretacja piosenki „Hey Ya!” z repertuaru zespołu OutKast.
W 2007 roku zespół koncertował w ramach Mystic Tour wraz z Rootwater, Frontside i Virgin Snatch. Z końcem roku 2008 współzałożyciel grupy Grzegorz Sławiński zaprzestał współpracy z zespołem. Na początku 2009 roku do zespołu dołączył Dariusz Brzozowski, który zastąpił Sławińskiego. W odnowionym składzie grupa zarejestrowała czwarty album studyjny. Płyta zatytułowana HellWood ukazała się 14 kwietnia 2009 roku nakładem wytwórni muzycznej Mystic Production. Wydawnictwo było promowane teledyskami do utworów „Labirynt Fauna” i „Strasznik”, odpowiednio w reżyserii Dariusza Szermanowicza i Mateusza Winkla. Poza utworem „Labirynt Fauna”, który dotarł do 1. miejsca listy przebojów Antyradia, popularnością cieszyła się piosenka „Cztery wieki później”, która uplasowała się na 26. miejscu Listy przebojów Programu Trzeciego. 11 listopada 2009 roku zespół zagrał koncert akustyczny w Zakładzie Karnym w Nowogardzie. Kolejne koncerty odbyły się już w ramach trasy HellWood Tour obejmującej 30 miast w Polsce.

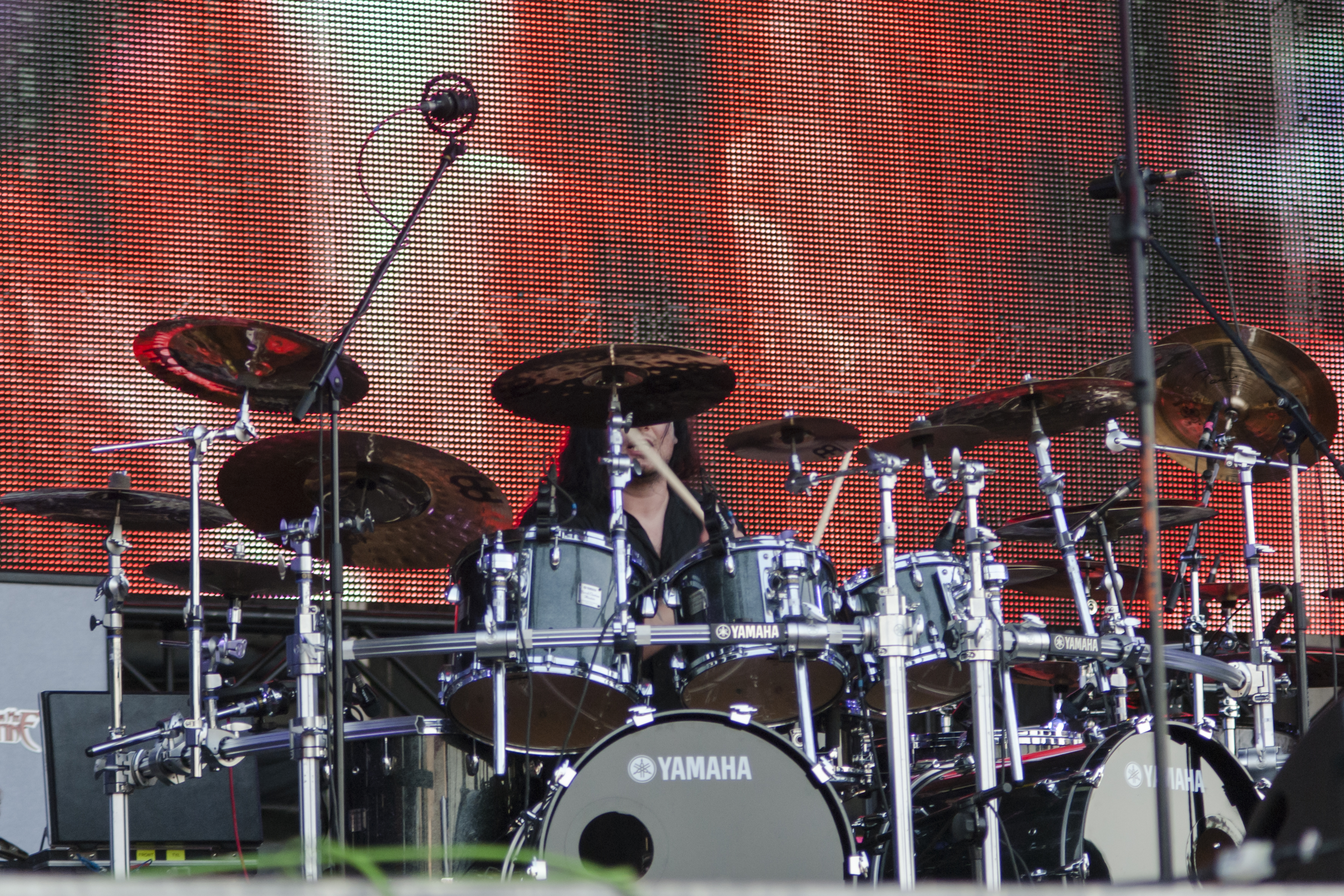
Dariusz „Daray” Brzozowski podczas koncertu na festiwalu Ursynalia 2013

W lutym 2010 roku album HellWood uzyskał nominację do nagrody polskiego przemysłu fonograficznego Fryderyka w kategorii: album roku heavy metal. Tego samego roku formacja rozpoczęła prace nad jubileuszowym albumem DVD z okazji dwudziestopięciolecia działalności. W międzyczasie zobowiązanego głównie występami w Dimmu Borgir Brzozowskiego zaczął zastępować Arkadiusz „Letki” Letkiewicz. Muzyk wpisał się także w skład sześcioosobowego już zespołu grając na kongach. 27 czerwca 2011 roku do sprzedaży trafiło wydawnictwo pt. XXV lat później ostatecznie wydane w formie 2 płyt DVD i 3 płyt CD. Na albumie znalazły się m.in. dwa koncerty zespołu, pierwszy z nich został zarejestrowany w warszawskim klubie Stodoła, z kolei drugi stanowił zapis występu we wrocławskiej Wytwórni Filmów Fabularnych. Ponadto na potrzeby wydawnictwa został zarejestrowany film dokumentalny uzupełniony o archiwalne nagrania z początkowego okresu działalności zespołu. Materiał był promowany podczas kolejnej, obejmującej dwadzieścia miast trasy koncertowej.
W 2012 roku XXV lat później uzyskało nominację do nagrody Fryderyka. Materiał został także wyróżniony w plebiscytach czasopism Teraz Rock i Magazyn Gitarzysta. Następnie Hunter odbył kolejną, liczącą siedemnaście występów trasę koncertową pod nazwą Armageddon Tour 2012. Natomiast latem muzycy wystąpili podczas festiwali Ursynalia oraz Sonisphere poprzedzając takie zespoły jak: Metallica, Machine Head, czy Gojira. 6 listopada 2012 roku nakładem Tune Project oraz Mystic Production (wytwórnia odpowiedzialna jedynie za dystrybucję), zespół wydał kolejny album pod tytułem Królestwo. Do współpracy przy produkcji płyty zaproszono ponownie Andrzeja Karpia. Pewna część materiału została zarejestrowana również w innych miejscach, jak np. MDK w Szczytnie. Na płycie znalazło się 11 utworów, spośród których do utworów „Trumian Show” i „PSI” nagrano teledyski. Promocji towarzyszyła trasa koncertowa „Królestwo Tour 2013” rozpoczęta 17 lutego 2013 w Szczytnie, a mająca swój finał 2 maja 2013 we Wrocławiu. 4 lipca 2013 roku album został wyróżniony przez Związek Producentów Audio-Video otrzymując status złotej płyty. Została ona wręczona zespołowi 3 sierpnia podczas występu na Przystanku Woodstock.

## Hunter Fest

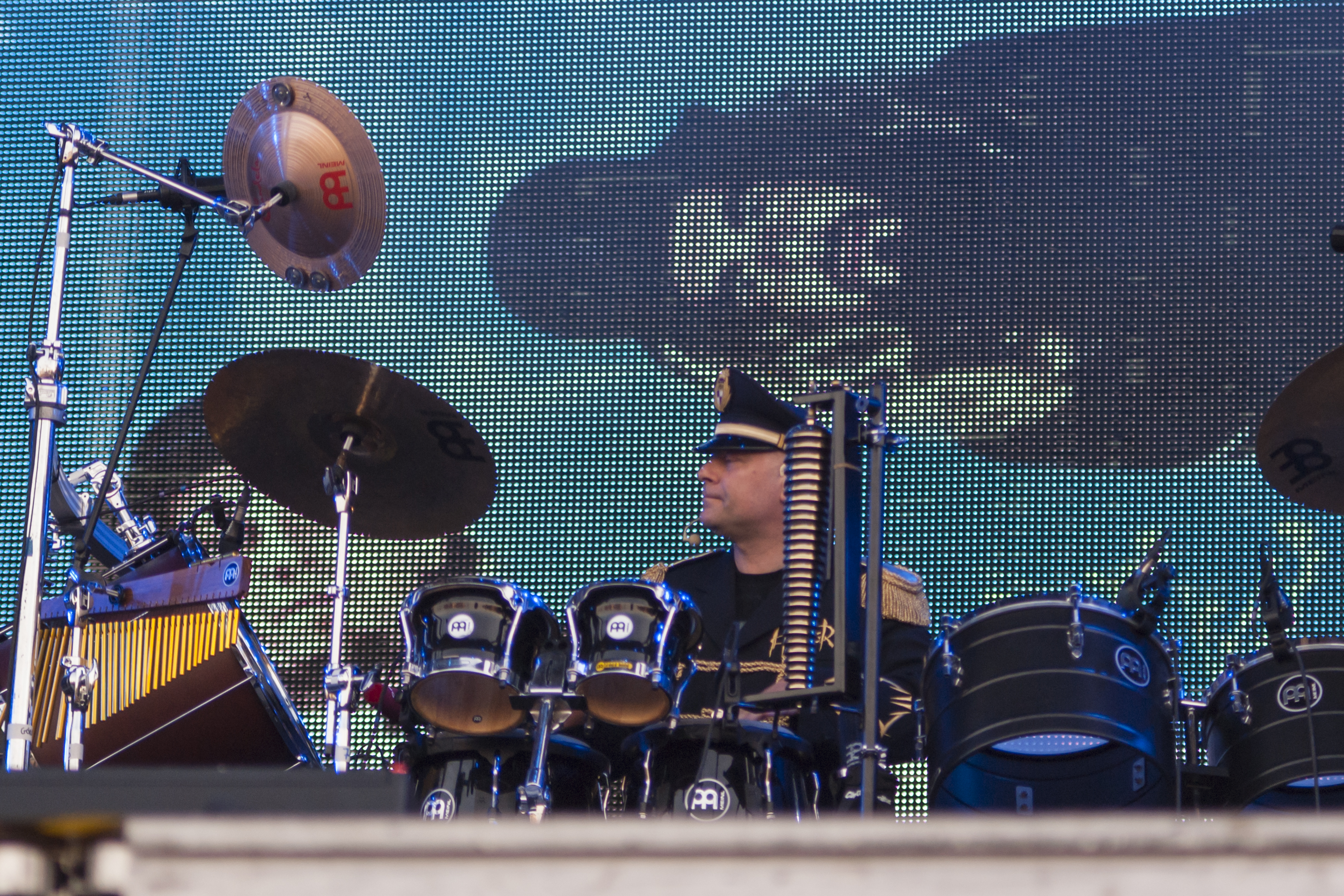
Arkadiusz „Letki” Letkiewicz podczas koncertu na festiwalu Ursynalia 2013

W 2004 roku ówczesny menedżer Huntera Arkadiusz Michalski zorganizował festiwal muzyczny Hunter Fest bezpośrednio nawiązujący do nazwy zespołu. Przy czym m.in. w mediach branżowych powszechnie jako organizatorzy figurowali muzycy Huntera. Powodem zorganizowania festiwalu było zlikwidowanie cyklu Rock w Ruinach, która odbywa się z okazji Dni i Nocy Szczytna. W ramach festiwalu w 2004 i 2005 roku wystąpiły m.in. zespoły Coma, Behemoth, Acid Drinkers i Kult. Rok później wystąpiły pierwsze problemy w związku z organizacją imprezy. Występy odwołały m.in. jedne z głównych gwiazd festiwalu Opeth i Children of Bodom. Kolejne dwie edycje festiwalu, w 2007 i 2008 roku odbyły się już bez wydźwięku negatywnego. W 2009 roku impreza została przeniesiona do małej miejscowości Szymany pod Szczytnem, ze względu na mieszczące się tam, tymczasowo nieczynne lotnisko, w założeniu dające większe możliwości organizacyjne.
Jeszcze przed pierwszymi koncertami w ramach festiwalu wystąpiły kłopoty przy jego produkcji. Organizator Hunter Festu zaanonsował w mediach, a także na billboardach reklamowych udział w festiwalu zespołów bez ich zgody, a także porozumienia stron. Festiwal ostatecznie odbył się z udziałem headlinera, zespołu – Motörhead, po wcześniejszych negocjacjach z managementem grupy. Jednakże nie doszły do skutku występy zespołów Machine Head, Arch Enemy, Epica i Tiamat. Od osoby Arkadiusza Michalskiego odciął się także zespół Hunter, który po rezygnacji z występu na scenie, zagrał dla zgromadzonych fanów na polu namiotowym. Przeprowadzona w 2009 roku edycja Hunter Fest była ostatnią.
Pod koniec 2009 roku zespół nawiązał współpracę z Iloną Wronkowską i klubem Stodoła. W efekcie, w 2010 roku został zorganizowany festiwal pod nazwą Open Mind Festival, ponownie w Szczytnie. Jednakże negatywne opinie na temat Hunter Festu poskutkowały zmianą lokalizacji. Impreza odbyła się w Stodole, natomiast zaplecze stanowił pobliski Stadion Syrenki. Wśród zespołów, które wystąpiły na deskach warszawskiego klubu znalazły się m.in.: The Cult, The 69 Eyes i Obituary. Była to jedyna edycja festiwalu.

## Muzyka i teksty
Muzyka zespołu Hunter kategoryzowana jest głównie jako thrash metal i heavy metal z wpływami szeroko pojętego rocka. Wydany w 1995 roku, pierwszy album zespołu pt. Requiem, był utrzymany w stylistyce wyłącznie thrashmetalowej. Twórczość zespołu w znacznym stopniu stanowiła odwołanie do dokonań amerykańskiej formacji Metallica. Zdecydowana większość utworów wraz z rozbudowanymi partiami solowymi została wykonana w języku angielskim. Natomiast teksty zdominował wątek wojny. W 2003 roku ukazał się drugi, odmienny stylistycznie, niemal w połowie polskojęzyczny album pt. Medeis. Płyta stanowiła o wyraźnym odświeżeniu formuły muzyki prezentowanej przez zespół m.in. za sprawą poszerzonego o skrzypce instrumentarium. Z kolei tematyka tekstów została rozwinięta o problemy społeczne. Recenzent magazynu Teraz Rock – Paweł Chmielowiec, poza mariażem thrash i heavy metalu odnotował wpływy punka i rocka gotyckiego. Do Huntera przylgnęła wówczas etykieta zespołu soul metalalowego. Termin ów został ukuty przez sam zespół, co wyjaśnił lider zespołu Paweł „Drak” Grzegorczyk w następujący sposób:

Muzycznie założeniem było stworzenie własnego stylu. Mieliśmy już dość porównywania nas do Metalliki itd. (...) Natomiast myślę, że każdy muzyk dąży do tego, żeby jednak stworzyć coś własnego i my postawiliśmy właśnie na to. (...) Są elementy reggae, muzyki filmowej, klasyki, oczywiście metalu i to ciężkiego metalu. Są teksty, które być może są poetyckie, ale tak naprawdę bardzo często brutalne i które poruszają bardzo wiele ważnych rzeczy. Natomiast muzyka my nazwaliśmy to „soul metalem” czyli muzyką duszy.

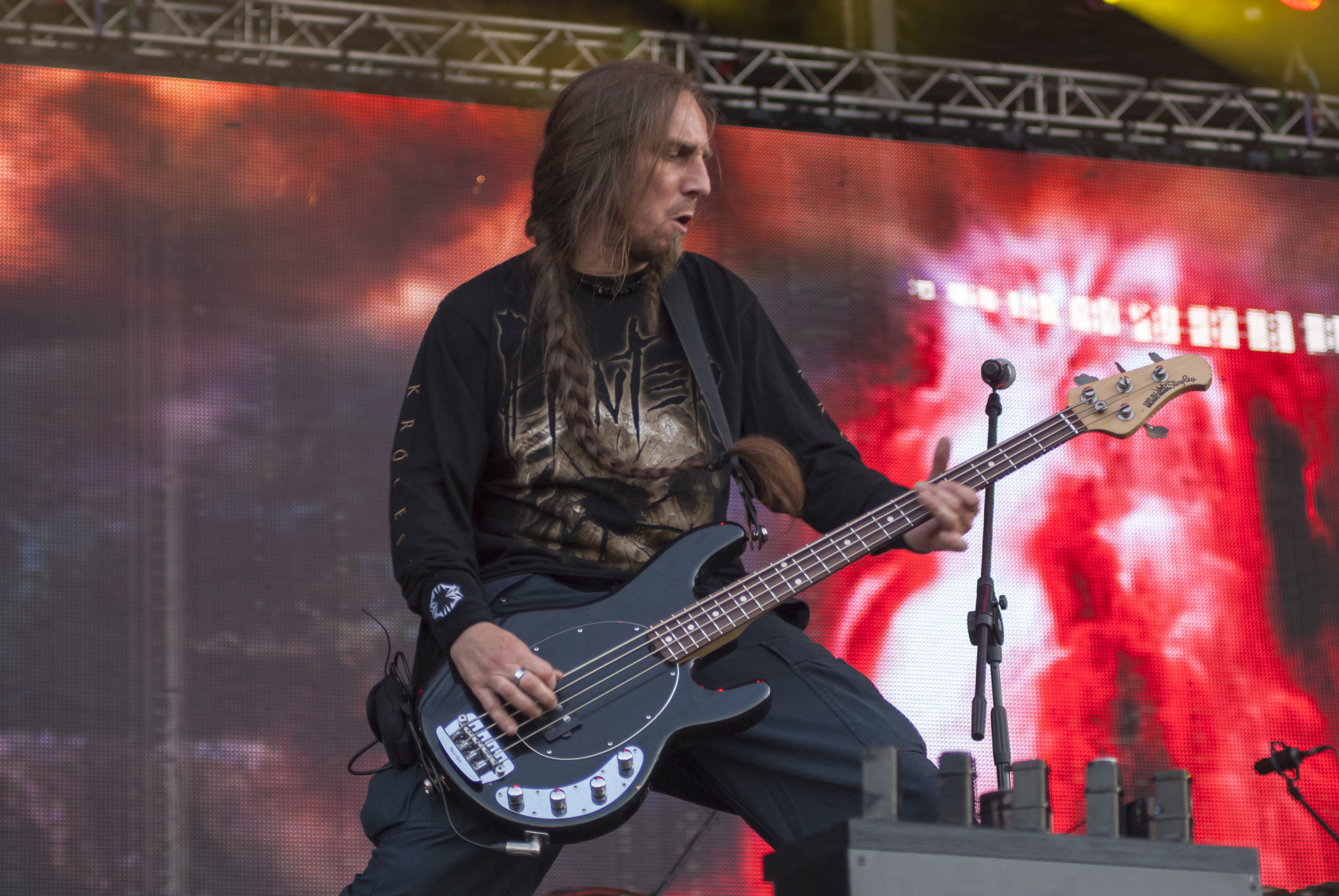
Konrad „Saimon” Karchut podczas koncertu na festiwalu Ursynalia 2013

Zespołowi nie udało się jednak odejść całkowicie od nawiązań do twórczości Metalliki, a zwłaszcza od prowadzenia wokaliz w charakterystyce typowej dla Jamesa Hetfielda. W 2005 roku ukazał się trzeci album grupy pt. T.E.L.I.... Płyta przyniosła zmiany stylistyczne głównie za sprawą „bogatszych” aranżacji, a także pojedynczych utworów, w tym: utrzymanej w formie ballady piosenki „Pomiędzy niebem a piekłem”. Materiał spotkał się z pozytywnym odbiorem. Recenzent serwisu Artrock.pl – Wojciech Kozicki zwrócił uwagę m.in. na melodyjność kompozycji i artystyczny rozwój. W tekstach został utrzymany wątek zniewolenia i wojny, a także problemów społecznych. Za kanwę dla kompozycji „Krzyk kamieni” posłużyły wydarzenia z dnia zamachów terrorystycznych w USA 11 września 2001 roku.
Czwarty album formacji pt. HellWood (2009) spotkał się z niejednoznacznym przyjęciem ze strony recenzentów. Pozytywnie o płycie wyraził się m.in. dziennikarz pisma Teraz Rock – Łukasz Wewiór, który wskazał na pozytywny aspekt artystycznych poszukiwań Huntera. Krytyk nadmienił także o wpływach doom metalu i hardcore'u. Negatywnie o HellWood wyraził się natomiast Przemysław Jurek na łamach serwisu Onet.pl, zarzucając zespołowi dosłowność przekazu, a zarazem komercjalizację. Charakterystyczna dla wydawnictwa były odmienna tematyka tekstów, których tło stanowiły ulubione przez muzyków zespołu filmy. Za inspirację posłużyły m.in. takie obrazy jak Labirynt fauna w reżyserii Guillermo del Toro, Lot nad kukułczym gniazdem Miloša Formana, czy Drakula Francisa Forda Coppoli.

## Muzycy
| Skład zespołu - Paweł „Drak” Grzegorczyk – wokal prowadzący, gitara (od 1985) - Piotr „Pit” Kędzierzawski – gitara, wokal wspierający (od 1999) - Michał „Jelonek” Jelonek – skrzypce, wokal wspierający (od 2002) - Konrad „Saimon” Karchut – gitara basowa (od 1999) - Dariusz „Daray” Brzozowski – perkusja (od 2009) - Arkadiusz „Letki” Letkiewicz – instrumenty perkusyjne (od 2010) Muzycy koncertowi - Marek „Musik” Musik – instrumenty perkusyjne (2003–2004) - Paweł „Żaba” Żełobowski – instrumenty perkusyjne (2003–2004) - Krzysztof „Docent” Raczkowski (zmarły) – perkusja (2005) - Tomasz Kasprzyk – skrzypce (2012) | Byli członkowie zespołu - Cezary Studniak – wokal prowadzący (1989–1990) - Michał Grzymysławski – wokal prowadzący (1989) - Robert „Mooha” Ropiak – gitara (1985–1992, 1996–1999) - Mirosław „Walker” Szymańczak – gitara - Janusz Enerlich – gitara basowa (1985–1988) - Marek Kosakowski – gitara basowa (1988–1992) - Tomasz „Goliash” Goljaszewski – gitara basowa (1992–1999, 2002) - Grzegorz „Brooz” Sławiński – perkusja (1985–2008, 2010, 2011) - Marek „Mariasz” Dyba – perkusja |

## Dyskografia
| 1995                           | Requiem - Data: grudzień 1995 - Wydawca: Meridian Publishing                  | –  |               |
| 2003                           | Medeis - Data: 7 marca 2003 - Wydawca: Rubicon/Pomaton EMI                    | –  |               |
| 2005                           | T.E.L.I... - Data: 30 maja 2005 - Wydawca: Metal Mind Productions             | 7  |               |
| 2009                           | HellWood - Data: 14 kwietnia 2009 - Wydawca: Mystic Production                | 9  |               |
| 2012                           | Królestwo - Data: 6 listopada 2012 - Wydawca: Tune Project/Mystic Production  | 4  | - złota płyta |
| 2013                           | Imperium - Data: 15 listopada 2013 - Wydawca: Tune Project/Fonografika        | 1  | - złota płyta |
| 2016                           | Niewolność - Data: 4 listopada 2016 - Wydawca: Pit Studio/Warner Music Poland | 7  |               |
| 2019                           | Arachne - Data: 8 marca 2019 - Wydawca: Makumba Music/Warner Music Poland     | 36 |               |
| „–” pozycja nie była notowana. |                                                                               |    |               |

| Rok  | Tytuł                                                                          | Uwagi                           |
| ---- | ------------------------------------------------------------------------------ | ------------------------------- |
| 2001 | Live - Data: 3 grudnia 2001 - Wydawca: Rubicon                                 | - Album koncertowy, CD          |
| 2004 | Przystanek Woodstock - Data: 7 czerwca 2004 - Wydawca: Złoty Melon/Pomaton EMI | - Album koncertowy, DVD         |
| 2006 | HolyWood - Data: 30 listopada 2006 - Wydawca: Metal Mind Productions           | - Kompilacja, DVD+CD            |
| 2011 | XXV lat później - Data: 27 czerwca 2011 - Wydawca: Mystic Production           | - Album koncertowy, 2 DVD, 3 CD |

Notowane utwory
| 2003                           | „Fallen”                                  | 1 | –  | – | – | –  | –  | – | – | Medeis     |
| 2003                           | „Kiedy umieram”                           | 1 | –  | – | – | –  | –  | – | – | Medeis     |
| 2004                           | „Siedem”                                  | – | –  | – | – | –  | –  | – | 7 | Medeis     |
| 2005                           | „Pomiędzy niebem a piekłem”               | – | 8  | 1 | – | –  | 28 | – | – | T.E.L.I... |
| 2005                           | „BiałoCzerw”                              | – | –  | – | – | –  | –  | – | 1 | T.E.L.I... |
| 2007                           | „Easy Rider” (oraz Krzysztof Daukszewicz) | – | 2  | – | – | 18 | –  | – | – | HolyWood   |
| 2007                           | „Hey Ya!” (cover OutKast)                 | – | –  | – | – | –  | –  | 1 | – | HolyWood   |
| 2009                           | „Cztery wieki później”                    | – | 26 | – | – | –  | –  | – | – | HellWood   |
| 2009                           | „Labirynt Fauna”                          | – | –  | – | – | –  | –  | 1 | – | HellWood   |
| 2012                           | „Trumian Show”                            | – | –  | – | 1 | –  | –  | 1 | – | Królestwo  |
| 2012                           | „Psi”                                     | – | –  | – | 1 | –  | –  | – | – | Królestwo  |
| 2013                           | „O wolności”                              | – | –  | – | – | –  | –  | 2 | – | Królestwo  |
| 2013                           | „Imperium uboju”                          | – | –  | – | – | –  | –  | 1 | – | Imperium   |
| 2013                           | „Imperium miłości”                        | – | –  | – | 3 | –  | –  | – | – | Imperium   |
| 2016                           | „Niewolność”                              | – | –  | – | – | –  | –  | 1 | – | Niewolność |
| 2017                           | „Niewesołowski”                           | – | –  | – | – | –  | –  | 2 | – | Niewolność |
| 2017                           | „Kim”                                     | – | –  | – | – | –  | –  | 1 | – | Arachne    |
| „–” pozycja nie była notowana. |                                           |   |    |   |   |    |    |   |   |            |

## Teledyski

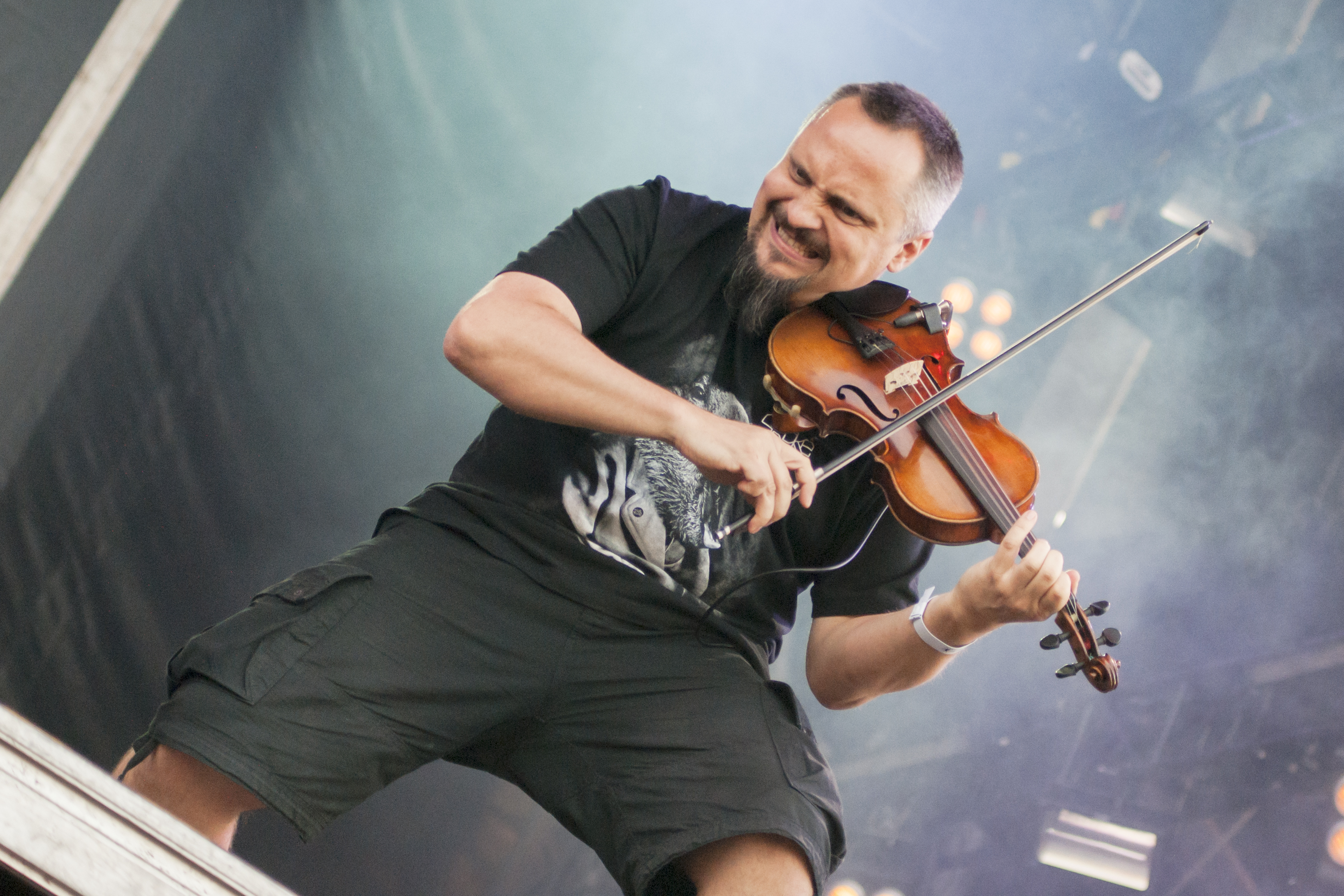
Michał Jelonek podczas koncertu na festiwalu Ursynalia 2013

| Rok  | Tytuł                       | Reżyseria/Realizacja                                    | Album      |
| ---- | --------------------------- | ------------------------------------------------------- | ---------- |
| 1995 | „Freedom”                   | TVP/Luz, Tomasz Żąda                                    | Requiem    |
| 1995 | „Screamin' Whispers”        | TVP/Luz, Tomasz Żąda                                    | Requiem    |
| 2002 | „Kiedy umieram”             | Marcin Klinger, Paweł „Drak” Grzegorczyk                | Medeis     |
| 2003 | „Fallen”                    | Maciej Mydlak, Marcin Klinger, Paweł „Drak” Grzegorczyk | Medeis     |
| 2005 | „T.E.L.I.”                  | Tomasz Mączka                                           | T.E.L.I... |
| 2005 | „Pomiędzy niebem a piekłem” | Marcin Klinger                                          | T.E.L.I... |
| 2009 | „Labirynt Fauna”            | Dariusz Szermanowicz, Grupa 13                          | HellWood   |
| 2009 | „Strasznik”                 | Mateusz Winkiel, Mania Studio                           | HellWood   |
| 2012 | „Trumian Show”              | Mateusz Winkiel, Mania Studio                           | Królestwo  |
| 2012 | „PSI”                       | Mateusz Winkiel, Mania Studio                           | Królestwo  |
| 2013 | „O wolności”                | –                                                       | Królestwo  |
| 2013 | „Imperium uboju”            | Mateusz Winkiel                                         | Imperium   |
| 2017 | „Niewesołowski”             | Tomasz Valldal-Czarnecki                                | Niewolność |
| 2017 | „kim”                       | Piotr „Pit” Kędzierzawski, Konrad Karchut               | Arachne    |

## Nagrody i wyróżnienia
| Rok  | Kategoria/Tytułem                                                  | Nagroda                               | Nota       |
| ---- | ------------------------------------------------------------------ | ------------------------------------- | ---------- |
| 1996 | Płyta roku (Requiem)                                               | Plebiscyt magazynu Gitara i Bas, 1995 | 2. miejsce |
| 1999 | 100 solówek wszech czasów Made in Poland („Freedom”)               | Plebiscyt magazynu Gitara i Bas       | 7. miejsce |
| 2004 | Nagroda publiczności Przystanku Woodstock                          | Złoty Bączek                          | Laur       |
| 2004 | Najlepszy zespół                                                   | Plebiscyt Teraz Rock, 2003            | 9 miejsce  |
| 2004 | Najlepszy album (Medeis)                                           | Plebiscyt Teraz Rock, 2003            | 9 miejsce  |
| 2005 | Najlepsze DVD (Przystanek Woodstock)                               | Plebiscyt Teraz Rock, 2004            | 6 miejsce  |
| 2006 | Najlepszy wokalista (Paweł „Drak” Grzegorczyk)                     | Plebiscyt Teraz Rock, 2005            | 9 miejsce  |
| 2006 | Najlepszy zespół                                                   | Plebiscyt Teraz Rock, 2005            | 3 miejsce  |
| 2006 | Najlepsza płyta (T.E.L.I...)                                       | Plebiscyt Teraz Rock, 2005            | 3 miejsce  |
| 2009 | Najlepsza płyta – Polska (HellWood)                                | Plebiscyt Magazynu Gitarzysta, 2009   | 3 miejsce  |
| 2010 | Album roku metal (HellWood)                                        | Fryderyk                              | Nominacja  |
| 2010 | Najlepszy zespół – Polska                                          | Plebiscyt Magazynu Gitarzysta, 2010   | 2 miejsce  |
| 2010 | Teledysk roku („Strasznik”)                                        | Plebiscyt Teraz Rock, 2009            | 7. miejsce |
| 2010 | Zespół roku                                                        | Plebiscyt Teraz Rock, 2009            | 7. miejsce |
| 2010 | Płyta roku (HellWood)                                              | Plebiscyt Teraz Rock, 2009            | 7. miejsce |
| 2012 | Najlepsza płyta DVD – Polska (XXV lat później)                     | Plebiscyt Magazynu Gitarzysta, 2011   | 1. miejsce |
| 2012 | Zespół roku – Polska                                               | Plebiscyt Magazynu Gitarzysta, 2011   | 3. miejsce |
| 2012 | Album roku metal (XXV lat później)                                 | Fryderyk                              | Nominacja  |
| 2012 | Najlepsza płyta DVD                                                | Plebiscyt Teraz Rock, 2011            | 1. miejsce |
| 2012 | Płyta roku (Królestwo)                                             | Plebiscyt Rockmetal.pl                | 7. miejsce |
| 2013 | Zespół roku                                                        | Plebiscyt Teraz Rock, 2012            | 2. miejsce |
| 2013 | Płyta roku (Królestwo)                                             | Plebiscyt Teraz Rock, 2012            | 5. miejsce |
| 2013 | Instrumentalista roku (Michał Jelonek)                             | Plebiscyt Teraz Rock, 2012            | 2. miejsce |
| 2013 | Wokalista roku (Paweł „Drak” Grzegorczyk)                          | Plebiscyt Teraz Rock, 2012            | 6. miejsce |
| 2013 | Teledysk roku („Trumian Show”)                                     | Plebiscyt Teraz Rock, 2012            | 5. miejsce |
| 2013 | Płyta roku                                                         | Pure Fucking Metal Awards, 2012       | 1. miejsce |
| 2013 | Perkusista roku (Dariusz „Daray” Brzozowski)                       | Pure Fucking Metal Awards, 2012       | 1. miejsce |
| 2013 | Album roku (Królestwo)                                             | Plebiscyt Metal Hammer, 2012          | 2. miejsce |
| 2013 | Zespół roku                                                        | Plebiscyt Metal Hammer, 2012          | 3. miejsce |
| 2013 | Instrumentalista roku (Michał Jelonek)                             | Plebiscyt Metal Hammer, 2012          | 4. miejsce |
| 2013 | Wokalista roku (Paweł „Drak” Grzegorczyk)                          | Plebiscyt Metal Hammer, 2012          | 2. miejsce |
| 2013 | Przebój roku („Samael”)                                            | Plebiscyt Metal Hammer, 2012          | 5. miejsce |
| 2017 | Wokalista Rocku 2016 Antyradia – Polska (Paweł „Drak” Grzegorczyk) | Płyta Rocku Antyradia 2016            | 1. miejsce |